# Cetrariella
Cetrariella is een geslacht van korstmossen dat behoort tot de orde Lecanorales van de ascomyceten. De typesoort is Cetrariella delisei.

## Soorten
Volgens Index Fungorum telt het geslacht drie soorten (peildatum maart 2023):
| Soortnaam              | Auteur(s)                              | Publicatiejaar |
| ---------------------- | -------------------------------------- | -------------- |
| Cetrariella delisei    | (Bory ex Schaer.) Kärnefelt & A. Thell | 1993           |
| Cetrariella fastigiata | (Delise ex Nyl.) Kärnefelt & A. Thell  | 1993           |
| Cetrariella sorediella | (Lettau) V.J. Rico & A. Thell          | 2011           |